# 横田みはる
横田 みはる（よこた みはる、1960年11月8日 - ）は、日本の女性声優。東京都出身。

## 人物
舞台芸術学院卒業。
ぱらーた企画、81プロデュースに所属していた。
特技は和太鼓、琴、日本舞踊。

## 出演

### テレビアニメ
1987年
- めぞん一刻

1988年
- 小公子セディ（エリザ）
- それいけ!アンパンマン（1988年 - 1994年、ウサ子〈代役〉、アンコダマン〈初代〉、てぶくろマン、ヒカルン〈初代〉、なき虫、レフトくん〈初代〉、モヤシ王子〈初代〉、ポポ 他）

1995年
- モジャ公（もみ手〈初代〉 他）

### 劇場アニメ
1987年
- あいつとララバイ（女学生）

1991年
- それいけ!アンパンマン ドキンちゃんのドキドキカレンダー（カレン）

### OVA
1988年
- トップをねらえ!（女子生徒β）

1992年
- 創世機士ガイアース

### 吹き替え
1989年
- バックマン家の人々

1995年
- 恐竜家族

### 人形劇
1986年
- ウサギのトント（1986年 - 1988年、タボ）

1990年
- のびのびノンちゃん（1990年 - 1996年、あなちゃん）

### その他
1993年
- 性ってなあに?（ふつみちゃん）